# Janez Stanič
Janez Stanič, slovenski novinar, prevajalec in publicist, * 4. januar 1937, Ljubljana, † 28. oktober 1996, Ljubljana.
Iz slovenščine in ruščine je leta 1961 diplomiral na Filozofski fakulteti v Ljubljani. Od leta 1964 je bil zaposlen pri časopisni hiši Delo (zunanjepolitična redakcija) do leta 1967 kot dopisnik v Moskvi, nato do leta 1973 kot urednik zunanjepolitičnega uredništva in do leta 1975 kot urednik sobotne priloge Dela. Med letoma 1975 in 1991 je deloval v zunanjepolitičnem uredništvu Televizije Ljubljana, nato pa je bil do leta 1996 direktor Cankarjeve založbe. Stanič je sodil med najpomembnejše slovenske družbenopolitične analitike svojega časa in je prispevke objavljal v domačem in tujem tisku (mdr. Teleks, Danas, Start) bil pa je tudi prevajalec iz poljščine, bolgarščine, češčine, ruščine in angleščine. Za svoja dela je dvakrat prejel Tomšičevo nagrado.

## Dela (izbor)
- Onkraj Kremlja (1968)
- Češkoslovaška nevarnost, Praška pomlad in Praška zima (1969)
- Znana in neznana Sovjetska Zveza (1978)
- Razpotja komunizma (1980)
- Bele lise socializma (1986)
- Kronike preloma (izbor člankov iz obdobja med letoma 1985 in 1995) (1997)
- Grad Kralja Matjaža (1998)